# リングフィット アドベンチャー
『リングフィット アドベンチャー』（英: Ring Fit Adventure）は、2019年10月18日に任天堂より発売されたNintendo Switch専用フィットネスソフト。2020年11月20日にはNintendo Switch本体と本ソフト一式を同梱した「リングフィット アドベンチャーセット」も発売された。

## システム

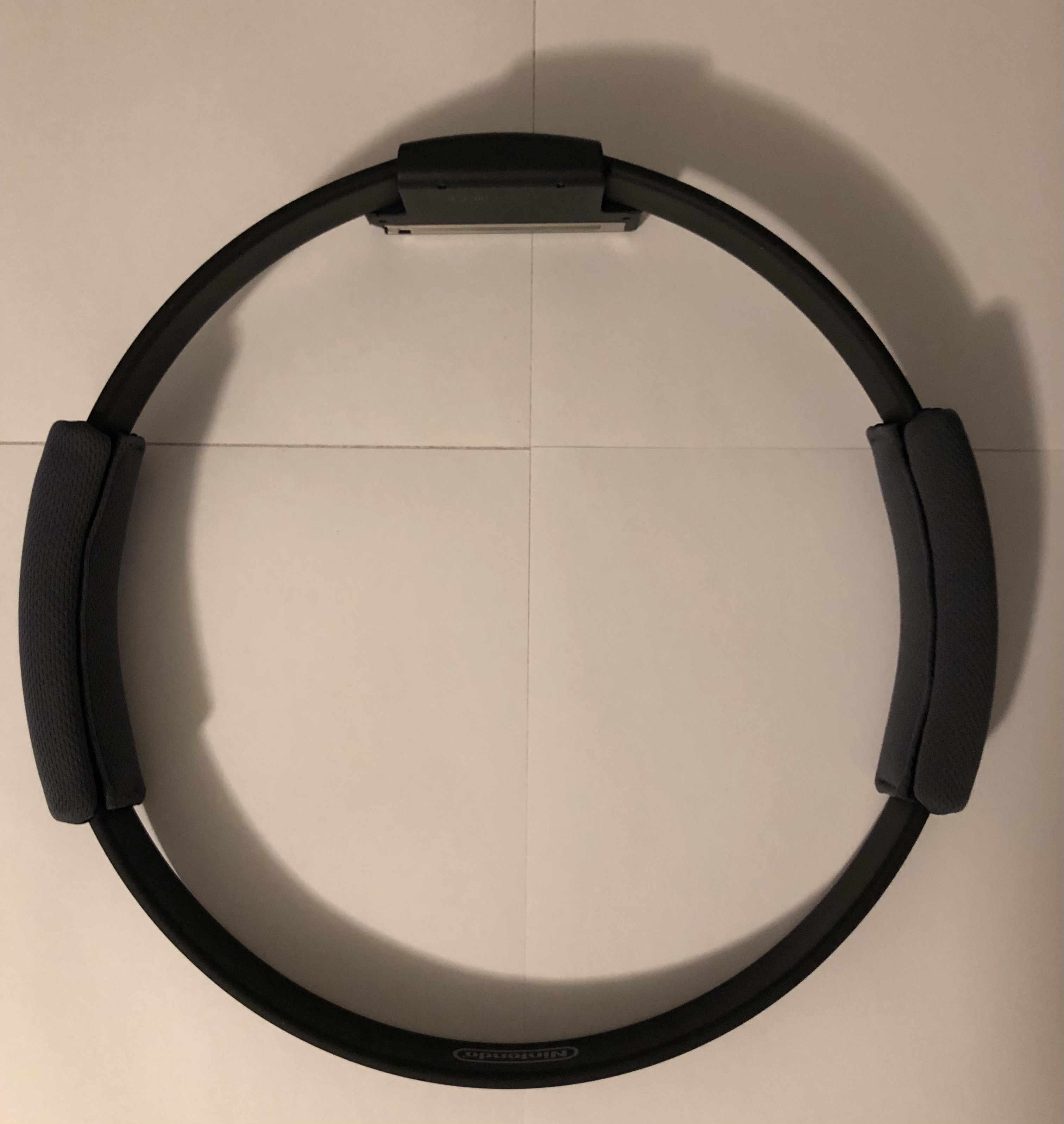
リングコンの後方全体図。上部にJoy-Con（R）を取りつける接続部が存在する。

輪状の機器「リングコン」を両手で持ち、太ももに「レッグバンド」を巻いた状態でプレイし、プレイヤーの動きが画面上の主人公と連動する形式で、アクションゲームやRPGのような冒険を進めていく。
Nintendo Switchの標準コントローラであるJoy-Conのうち、リングコンにはJoy-Con（R）、レッグバンドにはJoy-Con（L）を装着し、リングコンとレッグバンドの位置や向きを識別する。このシステム上、携帯モードには対応していない。Nintendo Switch Liteでのプレイについては、パッケージにはJoy-Con（L）/Joy-Con（R）が必要である（=プレイできる）旨が記載されているのに対して、公式サイトや広告冊子ではプレイできないとされており、記述内容が分かれている。実際には、本体が単独で自立できない事を除けば、自立用の補助具とJoy-Conを使用してNintendo Switchのテーブルモードと同等程度の環境でプレイすることは可能である。
リングコンの内部には、内側に押し込んだり外側に引っ張ったりするとばねのように反発する素材である繊維強化プラスチックが用いられている。また、Joy-Con（R）との接続部上側には力の掛かり具合を感知するセンサー（公称：力センサー）を搭載しており、これにより押しこむ判定と引っ張る判定をそれぞれ別操作として認識する。このほか、Joy-Con（R）に搭載されている「モーションIRカメラ」に指先を当てることで、おおよその脈拍を測る機能も備えている。なお、基本的にメニューも含めたカーソル操作をリングコンの傾きや押し引きで行えるが、リングコンに取り付けているJoy-Conのボタン操作でも行える。
本作では主なゲームとなる「アドベンチャーモード」、短時間で運動を行える「お手軽モード」、フィットネスメニューを任意に作成して運動を行う「カスタムモード」に大別される。また、プレイ開始前にリングコンの押し引きを行い、それに応じたリングコン押し引き操作の判定強度を最大100まで設定することができる。
基本的な動作の案内役として「ミブリさん」というキャラクターがおり、その動きを見ながら操作することができる。

### アドベンチャーモード
メインとなるアドベンチャーモードでは、世界を闇に包もうとしている魔物「ドラゴ」の野望を阻止するため、輪状のキャラクター「リング」（男性ボイス：新祐樹 / 女性ボイス：伊藤静、女性ボイスは2020年3月26日配信の無料アップデートにより追加）とともに主人公が様々なコースを冒険する内容となっている。ゲームの進行に伴って失われていたリングの能力が戻り、スムージー作成能力や戦闘補助能力、新たな移動手段などが解放されていく。
初回プレイの開始前に質問が行われ、その回答に応じて運動負荷が1～30の間で設定される。運動負荷が高くなるほど、移動フィールド上のギミックのポーズをとる回数ないし時間、戦闘パートにおける攻撃一回あたりの規定運動回数や判定の難易度など、このモードでの操作の難易度および負荷が増加していく。この運動負荷は、オプションメニューで任意に変更出来る他、ゲーム再開時の質問によって修正されることもある。
全ワールドクリア後は、戦闘パートの難易度を上げたうえでの周回プレイが何度も可能となっている。
ワールドマップとコース内容、ミッション他
ゲームの内容はフィールドを移動するパートと、敵との戦闘を行うパートの2つに分かれている。コースはワールド内のマップにそれぞれ数個配置された『スーパーマリオブラザーズ3』と似た形式になっており、全23ワールドのコースをある程度の順番に従って攻略する。一部を除くワールド内ではタウンミッションをこなしたり、ミニゲームミッションに挑戦したり、ショップで買い物をすることもできる。
コース移動パート
移動パートでは、プレイヤーがジョギング（通常は足踏み、サイレントモードでは屈伸またはスクワットで行える）の動作をすることで主人公が走り出す。リングコンを押し込むと主人公は空気砲を発射することができ、これを用いてフィールド上の仕掛けの作動や、下方発射によるジャンプ・二段ジャンプ・滞空ホバリングなどを行う。逆にリングコンを引っ張ることで吸引を行い、道中に存在する素材やお金などを引きよせることができる。コースによっては、リングコンを腹筋に押し当てながら左右にひねっていかだを漕ぐ、リングコンを上側に持ってコースターを操作する、間隔の長いスクワットでバネを作動させて飛ぶ、など、ジョギング以外の移動手段をとる場合もあるほか、腹筋にリングを押し当てて岩を破壊する、特定のポーズを維持して敵をやり過ごす、連続スクワットで宝箱を開ける、左右に押し込んで空に飛ぶなどのイベントも発生する。
コース戦闘パート
フィールド上にいる敵シンボルに遭遇すると戦闘パートに移る。戦闘パートでは、主人公と敵が交互に攻撃を行う。主人公の攻撃時には、特定のポーズをとることで発動する様々な「フィットスキル」を用いる。フィットスキルは、効果のある部位により「うで」「はら」「あし」「ヨガ（低速重心移動系）」の4つに分類され、それぞれ赤・青・黄・緑の色がつけられている。
フィットスキルは戦闘パート前にあらかじめ複数セットすることができ、それぞれ威力や攻撃範囲が設定されている。ポーズをとる際に画面左に表示されるお手本に近い姿勢・動きの速度をとった場合に威力が上がる。ただし、フィットスキルごとに設定されたクールタイムが存在しており、一度使ったスキルについてはクールタイム分のターンが経過しないと再使用できないため、セットするフィットスキルの配分も重要となる。ゲームが進行すると、敵の体色と同じ色のスキルを用いた場合に与えるダメージが増加するようになる。また、例外的に自分の体力を回復するスキルも存在する。
敵の攻撃時には、リングコンを腹に当てた状態で押し込む「腹筋ガード」によりダメージを軽減できる。体力ハートがなくなってしまうか戦闘を中断すると、その間に行われた運動に応じたEXP（後述）を獲得した上でワールドマップに戻される。
ボスキャラクターなどの状況によっては、敵の飛び道具を空気砲で破壊する迎撃パート、追加攻撃が行えるラッシュ、相手の強力な攻撃に対して特定の操作を長時間行って強力な防御を張ったり弾き返すカウンターなど、イベントが発生する場合もある。
スムージー
本作におけるコース移動・戦闘パートで使用する消耗アイテム。ジョギングによる移動速度の上昇や素材の獲得数が上昇したり、消耗した体力ハートの回復やステータスの一時強化、フィットスキルの再使用、スキルの色の一時変更などが可能となる。
直接入手の他、手に入れたスムージー用の素材を消費して作成することもできる。作成の際は、内容にかかわらずリングコンの押しこみが必要となる。素材となる食べ物は、ショップでの購入や移動パートでの回収で入手可能。作成するスムージーの種類は、その都度対応したレシピを入手することで作成可能な数が増えて行く。
戦闘パートでのスムージーの使用に制約は一切なく、ターンも消費されない上、複数のスムージーを同時に使用することも可能。また、体力ハートがなくなった際にも一部のスムージーを使用してその場で復活することが出来る。
成長要素
本作では全体的に運動全般を行うことで経験値が蓄積するシステムとなっている。
ステージや戦闘パートの終了時、または移動パートのランニングやギミック操作を行うなど、それらでの運動内容がリストとして表示され、EXP（エクササイズポイント）が経験値として獲得される。これが一定まで上がるとレベルアップし、主人公はステータス上昇や新たなフィットスキルの追加などで戦闘能力が強化されていく。
道中で獲得したお金は、ワールドマップ上のショップで装備やスムージー素材の購入、レベルアップで解禁されるスキルマップの解放に使える。
また、ステージをゴールした時（フィットネスジム、バトルジム、ミニゲームを除く）には、腰を下ろしてスクワットパワーを貯め、全身を上げ、リングの「ビクトリー！」の決めゼリフと共に勝利を宣言する「victoryポーズ」がある。

### お手軽モード・カスタムモード
短時間で運動に入り、トレーニングに集中することの出来るモード。
お手軽モードでは、運動能力の計測が主となるシンプルモード、リングコンの操作で遊ぶミニゲーム、特定のフィットネスを連続的に組み合わせたセットメニューなどが収録されている。
カスタムモードは、各種フィットネススキルおよびミニゲームから自分でセットメニューを作成して運動するモードで、最大10種目まで連続で設定できる。2020年3月26日のアップデート以降はジョギングおよびリズムゲームも設定可能。
これらのモードの成績はアドベンチャーモードには影響しない。

#### ジョギングモード
ジョギングモードは2020年3月26日のアップデートで「お手軽モード」と「カスタムモード」に追加導入されたモード。作中のコースを進んでいく内容となっており、敵シンボルが存在しないためジョギングのみに集中することができる。移動は足踏みか屈伸のいずれかから選択可能である。お手軽モードではプレイできるコースは限定されているが、カスタムモードではアドベンチャーモードでクリア済みのコースは全て選択可能となる。ジョギングモードをプレイしてもアドベンチャーモードには影響しない。

### リズムゲームモード
リズムゲームモードは、2020年3月26日のアップデートで新導入されたモードであり、画面奥から手前に向かって流れてくるノーツに従って、リングコンを左右に動かしつつ押し引き操作でリズムを取る内容となっている。ゲームは「うで＋あし」モードと「おなか＋あし」モードの2つに分かれており、前者は両腕によるリングコンの押し引き、後者はリングコンを腹部に当てて押し込む操作をメインとし、加えてどちらもスクワットの動作で迫りくる壁を避けるといったアクションを求められる。プレイ可能な楽曲は作中で使用されているもののほか、『スーパーマリオ オデッセイ』や『スプラトゥーン2』、『Wii Fit』などの曲も用意されている。各曲ごとに難易度設定も可能であり、「おなか＋あし」モードは「初級」と「上級」、「うで＋あし」モードはこれに加えて「超上級」および「極上級」を選択できる。ただし「超上級」は「上級」を、「極上級」は「超上級」を一定のスコアを獲得してクリアしなければ解放されない。
プレイ成績は、アドベンチャーモードには影響しない。

## 開発
開発は任天堂企画制作本部が行い、ディレクターは松永浩志、シナリオは白川真理が担当している。また、本作の監修は、パーソナルトレーナーの松井薫とヨガインストラクターの斉木美佳が担当している。なお、松井は任天堂が以前に発売したフィットネスソフト『Wii Fit』『Wii Fit Plus』でも監修を行っている。
本作のプロデューサーである河本浩一は、2020年のCEDECの中で、本作を開発したきっかけとして運動嫌いな自分でも楽しく運動できるゲームを作りたいという考えを挙げている。ゲームと運動の融合は『Wii Fit』シリーズですでに実現しており、ツール寄りだった同作との差異を付けるため、河本はRPGを取り入れ、キャラクターの操作を運動に置き換えることを思いつく。最初期のプロトタイプはファンタジーRPGらしい内容であり、ジョギングによるフィールド移動とパンチによる攻撃以外は、Joy-Conによる操作が中心だった。これだけでは単調になってしまうことから様々な運動が取り入れられたが、今度はJoy-Conの両手持ちでは認識できない動きが出てきた。片方のJoy-Conを太ももに固定する方式に変更して脚の動きを認識できるようになった結果、運動にバリエーションを持たせることができた。また、よりゲーム性を強化するために、フィールド移動中の動作をさらに増やし、そこからさらにステルスアクションやリズムアクションといった別ジャンルの要素や、サブクエストとしてのミニゲームを追加した。これによりゲーム全体の構成が変化したが、一方で、『Wii Fit』のような明快さがないことに加え、同作にもあった「上半身への負荷がかけにくい」という課題が残っており、面白さにも欠けていた。
ある時、Nintendo Switchのハード開発チームよりリングコンという輪状のコントローラを提案され、これを採用したことより運動の幅が広がり、運動に特化した「たんれん村」というモードも導入された。この時点のプロトタイプは製品版に近い内容だったが、メインモードに軽い運動が集中し、きつい運動は「たんれん村」に集中していたため、テスターから「運動になっていない」という指摘が寄せられたほか、松永から提出されたプロトタイプを遊んだ河本も同様の違和感を感じていた。河本は違和感の原因を分析した末にコンセプトが実現できていないのではないかという考えに至り、「ゲーム性を高めようとすると、ゲームと相性の良い楽な運動がよい」ということに気づく。
そして、河本は、ゲームと運動の融合から、ゲームと運動の両立という方針転換を決断する。
河本はテスターからの指摘を再考し、きつい運動を楽しくやりたいと思わせるという考えにたどり着き、「きつい運動をたくさん用意する」「プレイヤーに『きつい運動をしてもよい』という気持ちにさせる」「きつい運動だけでも楽しめるようにする」という解決策を立てる。まず、河本はRPGにおいてコマンド選択後はゲーム的な操作を行う必要がないことに着目し、バトル時の攻撃に運動を取り入れ、開発の過程で生み出した様々な運動を攻撃スキルに転用した。コース内の移動も同様に、場面に合わせて様々な動作が取り入れられた。また、「たんれん村」内のサブクエスト扱いだった道場を、マップ内に点在させる形に変更した。次に、河本は「プレイヤーに『きつい運動をしてもよい』という気持ちにさせる」という解決策として、これまで前面に押し出していたアドベンチャーモードは1つのモードとして扱い、インストラクターを用意するなど、フィットネスツールとしての特色を強調するという方針を立てた。また、「きつい運動だけでも楽しめるようにする」という解決策として、エフェクトの強化やプレイヤーの相棒となるリングによる応援などが導入された。

### キャラクターデザイン
本作は運動をしながらプレイするというスタイルを取るため、プレイヤーが頭を揺らしても見やすい画面にするという開発方針が取られた。同様の理由から、普段ゲームを遊ばない人がプレイする可能性もあったため、敵のデザインはそのような人々が嫌悪感を抱かないようにするという方針が取られた。敵キャラクターのデザインチームのリーダーである濱田裕基は、2011年の入社以来キャラクターのデザインを手掛けてきたが、本作においては単なるキャラクターデザインだけでなく、敵の配置の提案するなど、シナリオ担当のプランナーと積極的にコミュニケーションをとることとなった。例えば、ボスキャラクターのドラゴの場合、初期案では単なる敵の親玉という設定だったが、開発スタッフたちとのやり取りを経るにつれ、彼が世界征服に向けてトレーニングをしているという設定や、ザコ敵たちが彼のトレーニング器具であるという設定が追加されていった。

## 広報
2019年9月6日に、任天堂はタイトル等を伏せた状態で本作の紹介映像を初公開し、翌週の9月12日に公開された第2弾の動画の中で内容の詳細やタイトル・発売日を発表した。
テレビCMには新垣結衣が出演し、リングコンとレッグバンドを準備する様子を収めたバージョンと本作を実際にプレイする様子を収めた2つのバージョンの合計3バージョンが放映された。2020年6月には新たな3バージョンが放映され、2021年6月には「おうち時間篇」が放映された。

## 反響
本作は発売から間もなく完売となり、発売から2か月後の12月25日の時点においても品薄が続いた。
さらに、2019年末に発生した新型コロナウイルス感染症の流行によって生産に遅れが生じたことや、この流行によって外出自粛を命じられた人々から手軽な運動手段として注目を集めたことも、全世界的な品薄の一因となり、高額転売が行われたケースや、抽選販売が行われたケースもあった。
そして、2020年6月17日、ファミ通は日本国内における累計販売本数が100万本を突破したことを報じた。

## 評価
IGN Japanの渡邉卓也は、ゲームという形で面倒くさくなりやすい運動に楽しさを取り入れた点を評価し、映画『メリー・ポピンズ』の劇中歌である「お砂糖ひとさじで」の、楽しみがあればどんな仕事もゲームのように喜んでできるという内容の歌詞に本作をなぞらえている。また、アドベンチャーモードを「筋肉RPG」と呼び、アドベンチャーパートのストーリーの大味さや要素の使いまわしにふれつつも、楽しすぎるとプレイヤーが効率的なプレイを求めて運動負荷を下げたり、のめりこみすぎて身体を壊してしまうおそれがあるから、このくらいがちょうどよいとしている。そのほか、本作の音楽の切り替わり方が自然であり、負荷をうまく変えられることにも役立っているとも評価している。
ゲームライターの多根清史は、Engadgetに寄せた記事の中で、パートナーのリングが何をしてもほめてくれるのでモチベーションの向上につながっていると評価している。
Game*Sparkのすししは、リズムゲームモードはクリアの概念がないので気楽にプレイできとした一方、「おなか＋あし」モードを選択した場合は修行かと思うくらい難しかったと述べている。

### 受賞・ノミネート
- The Game Awards 2019（英語版） 「Best Family Game」ノミネート[26]
- 23rd Annual D.I.C.E. Awards（英語版） 「Family Game of the Year」ノミネート[27]
- ファミ通・電撃ゲームアワード2019「ファミ通・電撃特別賞」[2]
- CEDEC AWARDS 2020「ゲームデザイン部門」 - 受賞[28]